# میدان سنباد
میدان سنباد یک میدان نفتی متعلق به کشور عراق می‌باشد که در نزدیکی مرزهای ایران قرار دارد. این میدان در فاصله نزدیکی از میدان یادآوران ایران قرار دارد.